# Liste der Einträge im National Register of Historic Places im Cook County (Minnesota)

Lage des Cook County in Minnesota

Die Liste der Einträge im National Register of Historic Places im Cook County in Minnesota führt alle Bauwerke und historischen Stätten im Cook County auf, die in das National Register of Historic Places aufgenommen wurden.

## Legende
| NRHP | Historic Place    |
| HD   | Historic District |

## Aktuelle Einträge
| [ 2 ] | Name                                     | Bild                                     | Eintragsdatum        | Lage                                                                                                | Ort                      | Beschreibung |
| ----- | ---------------------------------------- | ---------------------------------------- | -------------------- | --------------------------------------------------------------------------------------------------- | ------------------------ | --- |
| 1     | AMBOY and GEORGE SPENCER Shipwreck Sites | AMBOY and GEORGE SPENCER Shipwreck Sites | 1994 ID-Nr. 94000341 | Adresse nicht veröffentlicht                                                                        | Schroeder Township       | 1884 gebauter hölzerner Frachter und ein 1874 gebauter Schoner, die 1905 bei einem Sturm sanken                                                      |
| 2     | Bally Blacksmith Shop                    | Bally Blacksmith Shop                    | 1986 ID-Nr. 86001548 | Broadway Ecke 1st Street 47° 45′ 2,6″ N, 90° 19′ 58,4″ W                                            | Grand Marais             | 1911 errichtete Schmiedewerkstatt |
| 3     | Cascade River Wayside                    | Cascade River Wayside                    | 2003 ID-Nr. 03000733 | 3481 MN 61 47° 42′ 24,9″ N, 90° 31′ 23,9″ W                                                         | Cascade River State Park | Zwischen 1934 und 1936 im Rahmen einer Arbeitsbeschaffungsmaßnahme vom Civilian Conservation Corps errichtete State Park-Einrichtungen               |
| 4     | Chik Wauk Lodge                          | Chik Wauk Lodge                          | 2007 ID-Nr. 07000599 | 28 Moose Pond Road 48° 10′ 7,6″ N, 90° 52′ 51,3″ W                                                  | Grand Marais             | 1933 aus Feldsteinen am Saganaga Lake errichtete Hütte; heute Museum der Gunflint Trail Historical Society                                           |
| 5     | Church of St. Francis Xavier-Catholic    | Church of St. Francis Xavier-Catholic    | 1986 ID-Nr. 86002119 | MN 61 47° 45′ 29″ N, 90° 18′ 43″ W                                                                  | Grand Marais             | 1895 errichtete Missionskirche; einziges erhaltenes Gebäude der heutigen Geisterstadt Chippewa City; heute Museum der Cook County Historical Society |
| 6     | Clearwater Lodge                         | Clearwater Lodge                         | 1985 ID-Nr. 85003032 | Abseits der County Road 66 48° 4′ 10″ N, 90° 22′ 57″ W                                              | Grand Marais             | 1926 aus Blockhütten errichtetes Resort |
| 7     | Cook County Courthouse                   | Cook County Courthouse                   | 1983 ID-Nr. 83000902 | 411 2nd Street 47° 45′ 8,8″ N, 90° 20′ 21,4″ W                                                      | Grand Marais             | 1912 errichtetes Gerichts- und Verwaltungsgebäude |
| 8     | Fowl Lake Site                           |                                          | 1974 ID-Nr. 74001013 | Adresse nicht veröffentlicht                                                                        | Hovland                  | Archäologische Stätte mit Fundstücken aus der Zeit der Paläoindianer und der Woodland-Periode                                                        |
| 9     | Grand Portage National Monument          | Grand Portage National Monument          | 1966 ID-Nr. 66000111 | Abseits der MN 61 in der Grand Portage Indian Reservation 47° 57′ 44,8″ N, 89° 41′ 5,2″ W           | Grand Portage            | Posten der North West Company |
| 10    | Height of Land                           | Height of Land                           | 1974 ID-Nr. 74001012 | Zwischen dem North Lake und dem South Lake im Superior National Forest 48° 6′ 1″ N, 90° 33′ 57,7″ W | Grand Marais             | Wasserscheide zwischen dem Atlantik und dem Nordmeer, über die ein Handelsweg verlief                                                                |
| 11    | Lightkeeper’s House                      | Lightkeeper’s House                      | 1978 ID-Nr. 78001528 | 12 South Broadway 47° 44′ 56,5″ N, 90° 19′ 57,8″ W                                                  | Grand Marais             | 1896 errichtetes Leutturmwärterhaus; heute Museum der Cook County Historical Society                                                                 |
| 12    | Naniboujou Club Lodge                    | Naniboujou Club Lodge                    | 1982 ID-Nr. 82000558 | MN 61 47° 49′ 0,7″ N, 90° 2′ 57,4″ W                                                                | östlich von Grand Marais | 1929 errichtetes Resort mit von den Cree-Indianern nachempfundenen Interieur                                                                         |
| 13    | Schroeder Lumber Company Bunkhouse       | Schroeder Lumber Company Bunkhouse       | 1986 ID-Nr. 86002120 | MN 61 47° 32′ 33,7″ N, 90° 53′ 41,5″ W                                                              | Schroeder Township       | Im Jahr 1900 errichtetes Blockhaus für die Beschäftigten einer Sägemühle                                                                             |
| 14    | Jim Scott Fishhouse                      | Jim Scott Fishhouse                      | 1986 ID-Nr. 86002904 | MN 61 Ecke 5th Avenue 47° 44′ 56″ N, 90° 20′ 26″ W                                                  | Grand Marais             | 1907 errichtetes Gebäude eines Berufsfischers |